# Batería de polisulfuro bromuro
La batería polisulfuro de bromuro (PSB), (a veces polisulfuro bromuro) es un tipo de células de combustible regeneradora que implica una reacción electroquímica reversible entre dos electrolitos de solución salina: bromuro de sodio y polisulfuro de sodio.  Es un ejemplo y tipo de batería de flujo redox (reducción-oxidación)  . 
En 2002, se construyó una instalación de almacenamiento eléctrico prototipo de 12 MWe en la central eléctrica de Little Barford, en el Reino Unido, que utiliza baterías de flujo de bromuro de polisulfuro.  Aunque se completó la instalación, debido a problemas de ingeniería en la ampliación de la tecnología, nunca fue plenamente puesta en servicio. Una planta de demostración similar situada en las instalaciones de Tennessee Valley Authority (TVA) en Columbus, Misisipi, Estados Unidos nunca se completó.